# Alsódörgicse
Alsódörgicse 1950. óta Dörgicse községet alkotó egyik település Magyarországon, a Veszprém vármegye Balatonfüredi járásában. Előtte önálló község volt.

## Fekvése
Balatonfüredtől délnyugatra fekvő település a 7338-as út mentén.

## Története
1910-ben 850 magyar lakosa volt. Közülük 143 római katolikus, 143 evangélikus, 28 pedig református vallású volt. 
Az 1950-es megyerendezés előtt Zala vármegye Balatonfüredi járásához tartozott.